# Budki-Rososz
Budki-Rososz – wieś w Polsce położona w województwie lubelskim, w powiecie ryckim, w gminie Ryki.
W latach 1975–1998 miejscowość administracyjnie należała do ówczesnego województwa lubelskiego.
Wieś jest sołectwem w gminie Ryki. Według Narodowego Spisu Powszechnego z roku 2011 wieś liczyła 211 mieszkańców.
Wierni Kościoła rzymskokatolickiego należą do parafii Wniebowzięcia Najświętszej Maryi Panny w Leopoldowie.

## Części wsi
| SIMC    | Nazwa | Rodzaj    |
| ------- | ----- | --------- |
| 0390509 | Budki | część wsi |